# Miss Rio Grande do Norte 2015
Miss Rio Grande do Norte 2015 foi a 59ª edição do tradicional concurso de beleza feminino do Estado que seleciona a melhor candidata potiguar, entre as demais candidatas municipais, para que esta dispute o título nacional de Miss Brasil 2015. Contou com a participação de vinte e cinco aspirantes ao título que pertencia à Deise Benício, vencedora do título do ano anterior. Não se sabe se houve atrações musicais, nem tão menos a revelação dos nomes dos jurados e apresentadores pela organização do evento. O concurso foi registrado pela Band Natal mas não foi televisionado, a emissora se encarregará de fazer uma reportagem especial sobre o evento.

## Resultados

### Colocações
| Posição                 | Município e Candidata |
| Vencedora               | - Natal - Manoella Alves |
| 2º. Lugar               | - São Gonçalo do Amarante - Vanessa Muniz |
| 3º. Lugar               | - Areia Branca - Gardênia Alves |
| 4º. Lugar               | - Parnamirim - Amanda Guedes |
| 5º. Lugar               | - Macaíba - Ana Clara Cortez |
| (TOP 15) Semifinalistas | - Angicos - Geovanna Maia - Caicó - Larissa Moura - Ceará-Mirim - Sylmara Mendes - Extremoz - Rádylla Fernandes - Guamaré - Dallyanne Mayara - Jucurutu - Tâmylla Lopes - Mossoró - Bianca Freitas - Parelhas - Flávia Raquel - São José de Mipibú - Gabriela Carvalho - Tenente Laurentino - Jordânia Medeiros |

### Premiações Especiais
- Os prêmios distribuídos pelo concurso neste ano:

| Prêmio         | Município e Candidata      |
| Miss Simpatia  | - Jucurutu - Tâmylla Lopes |
| Miss Elegância | - Angicos - Geovanna Maia  |
| Miss Internet  | - Natal - Manoella Alves   |

### Ordem dos Anúncios
| 1. Natal 2. Guamaré 3. Mossoró 4. Parnamirim 5. Angicos 6. Extremoz 7. Ceará-Mirim 8. São Gonçalo do Amarante 9. São José de Mipibú 10. Jucurutu 11. Parelhas 12. Areia Branca 13. Tenente Laurentino 14. Macaíba 15. Caicó | 1. São Gonçalo do Amarante 2. Macaíba 3. Natal 4. Parnamirim 5. Areia Branca |  |  |

## Resposta Final
Questionada pela pergunta final sorteada sobre qual a maior qualidade em uma amizade, a vencedora respondeu:
| “ | Boa noite à todos. Então, eu acredito que seja a sinceridade, acredito não, tenho certeza, sinceridade. O que me atrai primeiramente em uma pessoa que é o que vai dar confiança pra manter um relacionamento de qualquer tipo que seja, então uma confiança é a base de um relacionamento. Obrigada. | ” |

## Candidatas
Disputaram o título este ano:
| - Angicos - Geovanna Maia - Areia Branca - Gardênia Alves - Assú - Milena Evila - Baraúnas - Carol Silva - Caicó - Larissa Moura - Caraúbas - Lusmilla Amorim - Ceará-Mirim - Sylmara Mendes - Extremoz - Rádylla Fernandes - Florânia - Beatriz Cristina | - Guamaré - Dallyanne Mayara - Jucurutu - Tâmylla Lopes - Macaíba - Ana Clara Cortez - Mossoró - Bianca Freitas - Natal - Manoella Alves - Nísia Floresta - Emily Nascimento - Parelhas - Flávia Raquel - Parnamirim - Amanda Guedes | - Riachuelo - Rosália Medeiros - Rio do Fogo - Islândia "Isla" Gomes - São Gonçalo - Vanessa Muniz - São José - Gabriela Carvalho - São Rafael - Luandyssa Batista - Tangará - Ângela Fonsêca - Tenente - Jordânia Medeiros - Várzea - Gabriela Achley |

## Dados das Candidatas
| Angicos: Geovanna Maia tem 20 anos e 1.80m de altura. Caicó: Larissa Lima tem 18 anos e 1.74m de altura. Ceará-Mirim: Sylmara Mendes tem 23 anos e 1.70m de altura. Extremoz: Rádylla Fernandes tem 19 anos e 1.74m de altura. Macaíba: Ana Clara Cortez tem 19 anos e 1.72m de altura. | Mossoró: Bianca Freitas tem 20 anos e 1.72m de altura. Natal: Manoela Alves tem 20 anos com 1.76m de estatura. Nísia Floresta: Emilly Nascimento tem 18 anos e 1.71m de altura. Parelhas: Flávia Raquel tem 22 anos e 1.75m de altura. Parnamirim: Amanda Guedes tem 19 anos e 1.75m de altura. | São Gonçalo: Vanessa Muniz tem 24 anos e 1.74m de altura. São José de Mipibú: Gabriella Carvalho tem 20 anos e 1.80m de altura. São Rafael: Luandyssa Batista tem 21 anos e 1.74m de altura. Tenente Laurentino: Jordânia Medeiros tem 18 anos e 1.78m de altura. Várzea: Gabriela Achley tem 24 anos e 1.72m de altura. |

## Crossovers
Candidatas em outros concursos:
| Miss Natal - 2015: Caicó - Larissa Lima (5º. Lugar) - (Representando o bairro de Nova Natal) - 2015: Parnamirim - Amanda Guedes (3º. Lugar) - (Representando o bairro Planalto) - 2015: São Rafael - Luandyssa Batista - (Representando o bairro Neópolis) Miss São Gonçalo do Amarante - 2015: Parnamirim - Amanda Guedes (2º. Lugar) - (Representando o bairro de Amarante) | Miss Parnamirim - 2015: Macaíba - Ana Clara Cortez (3º. Lugar) - (Representando o bairro Pirangi) Miss Rio Grande do Norte - 2012: São Gonçalo do Amarante - Vanessa Muniz - (Representando o município de Macaíba) |